# 康公 (鄭)
康公（こうこう、生没年不詳）は、中国戦国時代の鄭の最後の君主。姓は姫、名は乙。

## 生涯
鄭の共公の子として生まれた。紀元前396年、駟子陽の党派の者たちが繻公を殺害したため、康公が鄭公として擁立された。紀元前394年、鄭の負黍の地が離反し、韓に復帰した。紀元前385年、韓が鄭を攻撃し、陽城を奪った。紀元前375年、韓の哀侯が鄭を滅ぼし、その国土を併呑した。